# Seven (álbum de Soft Machine)
Seven (1974) es un álbum de la banda británica de jazz fusion Soft Machine.

## Historia
El séptimo álbum de estudio fue uno de transición para la banda en varios aspectos.
- Sólo Mike Ratledge quedaba de la era "clásica" (la anterior a Six), y estaba perdiendo interés en componer
- Entró Roy Babbington, el tercer exmiembro de Nucleus en sumarse a Soft Machine
- Fue el último álbum con título numerado (es decir, el próximo se habría llamado Eight) y el último con el sello CBS

Además de esto, las composiciones de Karl Jenkins se vuelven más minimalistas, sencillas y repetitivas, lo que es visto como una "involución" para algunos. El grupo fue presionado por la discográfica a presentar nuevo material en una gira en EE. UU., por lo que todos los temas fueron escritos en poco tiempo excepto "Down the road", anterior a las sesiones. Ratledge fue criticado por copiar la canción “Follow Your Heart” de John McLaughlin en su "Days Eye", mientras Jenkins se "copió" a sí mismo en el tema "Penny Hitch", prácticamente igual a “Soft Weed Factor” del disco anterior.
El repertorio de Seven fue tocado pocas veces en vivo. A finales de 1973 comenzaría una nueva etapa para Soft Machine, cuando el baterista John Marshall sugirió contratar a un guitarrista, el primero en más de cinco años.

## Canciones
1. "Nettle Bed" (Karl Jenkins) – 4:47
2. "Carol Ann" (Jenkins) – 3:48
3. "Day's Eye" (Mike Ratledge) – 5:05
4. "Bone Fire" (Ratledge) – 0:32
5. "Tarabos" (Ratledge) – 4:32
6. "D.I.S." (John Marshall) – 3:02
7. "Snodland" (Jenkins) – 1:50
8. "Penny Hitch" (Jenkins) – 6:40
9. "Block" (Jenkins) – 4:17
10. "Down the Road" (Jenkins) – 5:48
11. "The German Lesson" (Ratledge) – 1:53
12. "The French Lesson" (Jenkins) – 1:01

## Personnel
- Roy Babbington - bajo eléctrico y contrabajo
- Mike Ratledge - órgano Lowrey, piano eléctrico Fender Rhodes y sintetizador EMS Synthi AKS
- Karl Jenkins - oboe, saxofón barítono y soprano, flauta dulce, pianos eléctricos Fender Rhodes y Pianet Hohner
- John Marshall - batería, percusión